# Волен Чинков
Волен Чинков e български и международен футболен съдия, притежаващ международен ранг FIFA R.
Дебютира в Първа професионална лига на 10 април 2015 г., като постепенно се утвърждава като един от най-добрите съдии в България.
Извън футбола Чинков работи като ръководител на отдел “Маркетинг и комуникация“ във Форд Мото-Пфое.